# Handball aux Jeux méditerranéens de 1997
Navigation
Languedoc-Roussillon 1993 Tunis 2001
Les compétitions de handball aux Jeux méditerranéens de 1997 se sont déroulées en juin 1997 à Bari en Italie.
Dans le tournoi masculin, la compétition se tient juste après le Championnat du monde masculin disputé au Japon. Ainsi, les nations présentes ont abordé le tournoi de deux manières : celles qui jouent la carte du repêchage après un Mondial raté et celles qui en profitent pour renouveler un peu les cadres. La France entre ainsi dans cette seconde catégorie puisqu'elle ne présente que quatre jeunes joueurs ayant obtenu la médaille de bronze : le gardien Francis Franck, les arrières Yannick Reverdy et Guillaume Gille, ainsi que le pivot Semir Zuzo. Cette option ne sera pas payante pour les Français qui ne terminent qu'à la 9e place à cause d'une défaite lors de son premier match face à l'Italie. Cette dernière parvient à atteindre la finale mais est battue par la Croatie. L'Espagne complète le podium.
Dans le tournoi féminin, la participation de huit équipes nationales permet pour la première fois la mise en place d'une phase finale remportée par la France qui empêche donc la Croatie de faire un doublé. La Slovénie complète le podium.

## Modalités
La compétition de handball est composée d'un tournoi masculin et d'un tournoi féminin.
Dans le tournoi masculin, les 14 équipes engagées sont réparties dans quatre poules de quatre ou trois équipes et les deux premiers de chaque poule sont qualifiés pour les quarts de finale.

## Tournoi masculin

### Tour préliminaire

#### Groupe 1
|   | Équipe             | Pts | J | G | N | P | Bp | Bc | Diff |
| - | ------------------ | --- | - | - | - | - | -- | -- | ---- |
| 1 | Espagne            | 5   | 3 | 2 | 1 | 0 | 89 | 68 | 21   |
| 2 | Slovénie           | 4   | 3 | 1 | 2 | 0 | 82 | 76 | 6    |
| 3 | Turquie            | 3   | 3 | 1 | 1 | 1 | 74 | 74 | 0    |
| 4 | Bosnie-Herzégovine | 0   | 3 | 0 | 0 | 3 | 70 | 97 | -27  |

| Date et heure       | Équipe 1     | Score    | Équipe 2     |
| ------------------- | ------------ | -------- | ------------ |
| 16 juin 1997        | Slovénie     | 31 – 25, | Bosnie-Herz. |
| 16 juin 1997        | Espagne      | 25 – 21  | Turquie      |
| 17 juin 1997, 12h00 | Bosnie-Herz. | 20 – 37, | Espagne      |
| 17 juin 1997, 14h00 | Turquie      | 24 – 24, | Slovénie     |
| 18 juin 1997        | Turquie      | 29 – 25  | Bosnie-Herz. |
| 18 juin 1997        | Espagne      | 27 – 27, | Slovénie     |

#### Groupe 2
|   | Équipe         | Pts | J | G | N | P | Bp | Bc | Diff |
| - | -------------- | --- | - | - | - | - | -- | -- | ---- |
| 1 | Égypte         | 4   | 2 | 2 | 0 | 0 | 51 | 33 | 18   |
| 2 | RF Yougoslavie | 2   | 2 | 1 | 0 | 1 | 41 | 44 | -3   |
| 3 | Maroc          | 0   | 2 | 0 | 0 | 2 | 32 | 47 | -15  |

| Date et heure       | Équipe 1       | Score    | Équipe 2       |
| ------------------- | -------------- | -------- | -------------- |
| 16 juin 1997        | Égypte         | 22 – 18  | Maroc          |
| 17 juin 1997, 16h00 | Maroc          | 14 – 25, | RF Yougoslavie |
| 18 juin 1997        | RF Yougoslavie | 26 – 19  | Égypte         |

#### Groupe 3
|   | Équipe  | Pts | J | G | N | P | Bp | Bc | Diff |
| - | ------- | --- | - | - | - | - | -- | -- | ---- |
| 1 | Algérie | 4   | 2 | 2 | 0 | 0 | 54 | 38 | 16   |
| 2 | Croatie | 2   | 2 | 1 | 0 | 1 | 48 | 48 | 0    |
| 3 | Grèce   | 0   | 2 | 0 | 0 | 2 | 44 | 60 | -16  |

| Date et heure       | Équipe 1 | Score   | Équipe 2 |
| ------------------- | -------- | ------- | -------- |
| 16 juin 1997        | Croatie  | 30 – 24 | Grèce    |
| 17 juin 1997, 18h00 | Grèce    | 20 – 30 | Algérie  |
| 18 juin 1997        | Algérie  | 24 – 18 | Croatie  |

#### Groupe 4
|   | Équipe  | Pts | J | G | N | P | Bp | Bc | Diff |
| - | ------- | --- | - | - | - | - | -- | -- | ---- |
| 1 | Tunisie | 2   | 2 | 1 | 0 | 1 | 52 | 49 | 3    |
| 2 | Italie  | 2   | 2 | 1 | 0 | 1 | 40 | 40 | 0    |
| 3 | France  | 2   | 2 | 1 | 0 | 1 | 46 | 49 | -3   |

| Date et heure       | Équipe 1 | Score    | Équipe 2 |
| ------------------- | -------- | -------- | -------- |
| 16 juin 1997        | France   | 16 – 21, | Italie   |
| 17 juin 1997, 20h00 | Italie   | 19 – 24  | Tunisie  |
| 18 juin 1997        | Tunisie  | 28 – 30  | France   |

### Phase finale
|  | Quarts de finales, | Quarts de finales, | Quarts de finales, | Quarts de finales, |          |          | Demi-finales | Demi-finales | Demi-finales                  | Demi-finales                  |                               |                               | Finale       | Finale       | Finale       | Finale       |
|  |                    |                    |                    |                    |          |          |              |              |                               |                               |                               |                               |              |              |              |              |
|  | 20 juin 1997       | 20 juin 1997       | 20 juin 1997       | 20 juin 1997       |          |          | 21 juin 1997 | 21 juin 1997 | 21 juin 1997                  | 21 juin 1997                  |                               |                               | 22 juin 1997 | 22 juin 1997 | 22 juin 1997 | 22 juin 1997 |
|  | 20 juin 1997       | 20 juin 1997       | 20 juin 1997       | 20 juin 1997       |          |          | 21 juin 1997 | 21 juin 1997 | 21 juin 1997                  | 21 juin 1997                  |                               |                               | 22 juin 1997 | 22 juin 1997 | 22 juin 1997 | 22 juin 1997 |
|  | Espagne            | Espagne            | 29                 | 29                 |          |          | 21 juin 1997 | 21 juin 1997 | 21 juin 1997                  | 21 juin 1997                  |                               |                               | 22 juin 1997 | 22 juin 1997 | 22 juin 1997 | 22 juin 1997 |
|  | Espagne            | Espagne            | 29                 | 29                 |          |          | 21 juin 1997 | 21 juin 1997 | 21 juin 1997                  | 21 juin 1997                  |                               |                               | 22 juin 1997 | 22 juin 1997 | 22 juin 1997 | 22 juin 1997 |
|  | Égypte             | Égypte             | 16                 | 16                 |          |          | 21 juin 1997 | 21 juin 1997 | 21 juin 1997                  | 21 juin 1997                  |                               |                               | 22 juin 1997 | 22 juin 1997 | 22 juin 1997 | 22 juin 1997 |
|  | Égypte             | Égypte             | 16                 | 16                 | Espagne  | Espagne  | 21           | 21           |                               |                               |                               |                               | 22 juin 1997 | 22 juin 1997 | 22 juin 1997 | 22 juin 1997 |
|  | 20 juin 1997       |                    |                    |                    | Espagne  | Espagne  | 21           | 21           |                               |                               |                               |                               | 22 juin 1997 | 22 juin 1997 | 22 juin 1997 | 22 juin 1997 |
|  |                    |                    | Italie             | Italie             | 22ap     | 22ap     |              |              |                               |                               |                               |                               | 22 juin 1997 | 22 juin 1997 | 22 juin 1997 | 22 juin 1997 |
|  | Algérie            | Algérie            | Italie             | Italie             | 22ap     | 22ap     | 20           | 20           |                               |                               |                               |                               | 22 juin 1997 | 22 juin 1997 | 22 juin 1997 | 22 juin 1997 |
|  | Algérie            | Algérie            | 21 juin 1997       |                    |          |          | 20           | 20           |                               |                               |                               |                               | 22 juin 1997 | 22 juin 1997 | 22 juin 1997 | 22 juin 1997 |
|  | Italie             | Italie             | 27                 | 27                 |          |          |              |              |                               |                               |                               |                               | 22 juin 1997 | 22 juin 1997 | 22 juin 1997 | 22 juin 1997 |
|  | Italie             | Italie             | 27                 | 27                 | Italie   | Italie   | 20           | 20           |                               |                               |                               |                               |              |              |              |              |
|  | 20 juin 1997       |                    |                    |                    | Italie   | Italie   | 20           | 20           |                               |                               |                               |                               |              |              |              |              |
|  |                    |                    | Croatie            | Croatie            | 21       | 21       |              |              |                               |                               |                               |                               |              |              |              |              |
|  | RF Yougoslavie     | RF Yougoslavie     | Croatie            | Croatie            | 21       | 21       | 24           | 24           |                               |                               |                               |                               |              |              |              |              |
|  | RF Yougoslavie     | RF Yougoslavie     |                    |                    |          |          |              |              |                               |                               |                               |                               |              |              |              |              |
|  | Slovénie           | Slovénie           | 25                 | 25                 |          |          |              |              |                               |                               |                               |                               |              |              |              |              |
|  | Slovénie           | Slovénie           | 25                 | 25                 | Slovénie | Slovénie | 21           | 21           | Match pour la troisième place | Match pour la troisième place | Match pour la troisième place | Match pour la troisième place |              |              |              |              |
|  | 20 juin 1997       |                    |                    |                    | Slovénie | Slovénie | 21           | 21           | Match pour la troisième place | Match pour la troisième place | Match pour la troisième place | Match pour la troisième place |              |              |              |              |
|  |                    |                    | Croatie            | Croatie            | 23       | 23       |              |              | 22 juin 1997                  | 22 juin 1997                  | 22 juin 1997                  | 22 juin 1997                  |              |              |              |              |
|  | Tunisie            | Tunisie            | Croatie            | Croatie            | 23       | 23       | 26           | 26           | 22 juin 1997                  | 22 juin 1997                  | 22 juin 1997                  | 22 juin 1997                  |              |              |              |              |
|  | Tunisie            | Tunisie            |                    |                    |          |          |              | 26           |                               |                               | Espagne                       | Espagne                       | 31           | 31           |              |              |
|  | Croatie            | Croatie            | 29                 | 29                 |          |          |              |              |                               |                               | Espagne                       | Espagne                       | 31           | 31           |              |              |
|  | Croatie            | Croatie            | 29                 | 29                 | Slovénie | Slovénie | 27           | 27           |                               |                               |                               |                               |              |              |              |              |
|  |                    |                    |                    |                    |          |          |              |              |                               |                               |                               |                               |              |              |              |              |

### Matchs de classement de la5eà la8eplace
|  | Demi-finales de classement | Demi-finales de classement | Demi-finales de classement | Demi-finales de classement |                        |        | Match pour la 5e place | Match pour la 5e place | Match pour la 5e place | Match pour la 5e place |
|  |                            |                            |                            |                            |                        |        |                        |                        |                        |                        |
|  | 21 juin 1997               | 21 juin 1997               | 21 juin 1997               | 21 juin 1997               |                        |        | 22 juin 1997           | 22 juin 1997           | 22 juin 1997           | 22 juin 1997           |
|  | Égypte                     | Égypte                     | 25                         | 25                         |                        |        | 22 juin 1997           | 22 juin 1997           | 22 juin 1997           | 22 juin 1997           |
|  | Égypte                     | Égypte                     | 25                         | 25                         |                        |        | 22 juin 1997           | 22 juin 1997           | 22 juin 1997           | 22 juin 1997           |
|  | Algérie                    | Algérie                    | 18                         | 18                         |                        |        | 22 juin 1997           | 22 juin 1997           | 22 juin 1997           | 22 juin 1997           |
|  | Algérie                    | Algérie                    | 18                         | 18                         | Égypte                 | Égypte | 20                     | 20                     |                        |                        |
|  | 21 juin 1997               |                            |                            |                            | Égypte                 | Égypte | 20                     | 20                     |                        |                        |
|  |                            |                            | RF Yougoslavie             | RF Yougoslavie             | 23                     | 23     |                        |                        |                        |                        |
|  | RF Yougoslavie             | RF Yougoslavie             | RF Yougoslavie             | RF Yougoslavie             | 23                     | 23     | 28                     | 28                     |                        |                        |
|  | RF Yougoslavie             | RF Yougoslavie             |                            |                            |                        |        |                        | 28                     |                        |                        |
|  | Tunisie                    | Tunisie                    | 27                         | 27                         |                        |        |                        |                        |                        |                        |
|  | Tunisie                    | Tunisie                    | 27                         | 27                         | Match pour la 7e place |        |                        |                        |                        |                        |
|  |                            |                            |                            |                            |                        |        |                        |                        |                        |                        |
|  | 22 juin 1997               |                            |                            |                            |                        |        |                        |                        |                        |                        |
|  | Algérie                    | Algérie                    | 28                         | 28                         |                        |        |                        |                        |                        |                        |
|  | Algérie                    | Algérie                    | 28                         | 28                         |                        |        |                        |                        |                        |                        |
|  | Tunisie                    | Tunisie                    | 23                         | 23                         |                        |        |                        |                        |                        |                        |
|  | Tunisie                    | Tunisie                    | 23                         | 23                         |                        |        |                        |                        |                        |                        |

### Poule de classement de la9eà la12eplace
|    | Équipe  | Pts | J | G | N | P | Bp | Bc | Diff |
| -- | ------- | --- | - | - | - | - | -- | -- | ---- |
| 9  | France  | 6   | 3 | 3 | 0 | 0 | 80 | 68 | 12   |
| 10 | Turquie | 4   | 3 | 2 | 0 | 1 | 93 | 69 | 24   |
| 11 | Maroc   | 2   | 3 | 1 | 0 | 2 | 65 | 76 | -11  |
| 12 | Grèce   | 0   | 3 | 0 | 0 | 3 | 64 | 89 | -25  |

| Date et heure | Équipe 1 | Score    | Équipe 2 |
| ------------- | -------- | -------- | -------- |
| 20 juin 1997  | Maroc    | 20 – 18  | Grèce    |
| 20 juin 1997  | France   | 25 – 21  | Turquie  |
| 21 juin 1997  | France   | 25 – 22, | Maroc    |
| 21 juin 1997  | Turquie  | 39 – 21, | Grèce    |
| 22 juin 1997  | Turquie  | 33 – 23  | Maroc    |
| 22 juin 1997  | France   | 30 – 25  | Grèce    |

### Classement final
Le classement final est :
| Rang                                    | Équipe             |
| --------------------------------------- | ------------------ |
| Médaille d'or, Jeux méditerranéens      | Croatie            |
| Médaille d'argent, Jeux méditerranéens  | Italie             |
| Médaille de bronze, Jeux méditerranéens | Espagne            |
| 4                                       | Slovénie           |
| 5                                       | RF Yougoslavie     |
| 6                                       | Égypte             |
| 7                                       | Algérie            |
| 8                                       | Tunisie            |
| 9                                       | France             |
| 10                                      | Turquie            |
| 11                                      | Maroc              |
| 12                                      | Grèce              |
| 13                                      | Bosnie-Herzégovine |

### Effectifs des équipes sur le podium
L'effectif de l'équipe de Croatie, médaille d'or, était :
- Silvio Invandija
- Goran Perkovac
- Mario Bjeliš
- Božidar Jović
- Mladen Prskalo
- Davor Dominiković
- Mirza Džomba
- Dragan Jerković
- Neno Boban
- Goran Jerković
- Valner Franković
- Valter Matošević

Entraîneur
- Ilija Puljević

L'effectif de l'équipe d'Italie, médaille d'argent, était, :
- Michael Niederwieser (GB)
- Leonardo Lopasso (GB)
- Marcello Schmidt Ricci
- Jürgen Prantner
- Zaime Kobilica
- Michele Guerrazzi
- Alessandro Fusina
- Settimio Massotti
- Marcello Fonti
- Corrado Bronzo
- Alessandro Tarafino
- L. Bosniak
- Maurizio Tabanelli

Entraîneur
- Lino Červar

L'effectif de l'équipe d'Espagne, médaille de bronze, était,, :
- José Javier Hombrados (GB)
- Vicente Álamo (es) (GB)
- David Rodríguez Fernández
- Alberto Entrerríos
- Juan José Panadero
- José Ángel Delgado Ávila (es)
- Mariano Ortega
- Jesús Fernández Oceja (en)
- Juan Pedro Jiménez (es)
- Fernando Hernández Casado (es)
- Alejandro Paredes Rebolé
- Juan Pérez Márquez
- José Luis Pérez Canca
- Carlos Viver (es)

Entraîneur
- Juan de Dios Román

## Tournoi féminin
Huit équipes participent à la compétition et sont réparties dans deux poules :
- Poule A : Italie, Croatie, Slovénie et Turquie.
- Poule B : Algérie, Yougoslavie, Espagne et France.

### Phase de groupes

#### Groupe A
|   | Équipe   | Pts | J | G | N | P | Bp | Bc | Diff |
| - | -------- | --- | - | - | - | - | -- | -- | ---- |
| 1 | Croatie  | 5   | 3 | 2 | 1 | 0 | 76 | 52 | 24   |
| 2 | Slovénie | 5   | 3 | 2 | 1 | 0 | 84 | 68 | 16   |
| 3 | Turquie  | 2   | 3 | 1 | 0 | 2 | 58 | 76 | -18  |
| 4 | Italie   | 0   | 3 | 0 | 0 | 3 | 52 | 74 | -22  |

| Date et heure | Équipe 1 | Score    | Équipe 2 |
| ------------- | -------- | -------- | -------- |
| 14 juin 1997  | Slovénie | 31 – 23, | Turquie  |
| 14 juin 1997  | Croatie  | 25 – 13, | Italie   |
| 15 juin 1997  | Turquie  | 16 – 28, | Croatie  |
| 15 juin 1997  | Italie   | 22 – 30, | Slovénie |
| 16 juin 1997  | Turquie  | 19 – 17, | Italie   |
| 16 juin 1997  | Slovénie | 23 – 23, | Croatie  |

#### Groupe B
|   | Équipe         | Pts | J | G | N | P | Bp | Bc | Diff |
| - | -------------- | --- | - | - | - | - | -- | -- | ---- |
| 1 | France         | 7   | 3 | 2 | 1 | 0 | 72 | 54 | 18   |
| 2 | RF Yougoslavie | 6   | 3 | 2 | 0 | 1 | 67 | 66 | 1    |
| 3 | Espagne        | 3   | 3 | 1 | 1 | 1 | 70 | 58 | 12   |
| 4 | Algérie        | 0   | 3 | 0 | 0 | 3 | 54 | 85 | -31  |

| Date et heure        | Équipe 1       | Score    | Équipe 2       |
| -------------------- | -------------- | -------- | -------------- |
| 14 juin 1997 à 14h00 | RF Yougoslavie | 27 – 24  | Algérie        |
| 14 juin 1997 à 16h00 | France         | 21 – 21, | Espagne        |
| 15 juin 1997 à 14h00 | Algérie        | 12 – 25  | France         |
| 15 juin 1997 à 16h00 | Espagne        | 16 – 19, | RF Yougoslavie |
| 16 juin 1997 à 14h00 | Espagne        | 33 – 18, | Algérie        |
| 16 juin 1997 à 16h00 | RF Yougoslavie | 21 – 26  | France         |

### Phase finale
|  | Demi-finales         | Demi-finales         | Demi-finales         | Demi-finales         |                         |        | Finale,              | Finale,              | Finale,              | Finale,              |
|  |                      |                      |                      |                      |                         |        |                      |                      |                      |                      |
|  | 18 juin 1997 à ..h.. | 18 juin 1997 à ..h.. | 18 juin 1997 à ..h.. | 18 juin 1997 à ..h.. |                         |        | 20 juin 1997 à 18h00 | 20 juin 1997 à 18h00 | 20 juin 1997 à 18h00 | 20 juin 1997 à 18h00 |
|  | France               | France               | 26                   | 26                   |                         |        | 20 juin 1997 à 18h00 | 20 juin 1997 à 18h00 | 20 juin 1997 à 18h00 | 20 juin 1997 à 18h00 |
|  | France               | France               | 26                   | 26                   |                         |        | 20 juin 1997 à 18h00 | 20 juin 1997 à 18h00 | 20 juin 1997 à 18h00 | 20 juin 1997 à 18h00 |
|  | Slovénie             | Slovénie             | 24                   | 24                   |                         |        | 20 juin 1997 à 18h00 | 20 juin 1997 à 18h00 | 20 juin 1997 à 18h00 | 20 juin 1997 à 18h00 |
|  | Slovénie             | Slovénie             | 24                   | 24                   | France                  | France | 23                   | 23                   |                      |                      |
|  | 18 juin 1997 à ..h.. |                      |                      |                      | France                  | France | 23                   | 23                   |                      |                      |
|  |                      |                      | Croatie              | Croatie              | 22                      | 22     |                      |                      |                      |                      |
|  | Croatie              | Croatie              | Croatie              | Croatie              | 22                      | 22     | 22                   | 22                   |                      |                      |
|  | Croatie              | Croatie              |                      |                      |                         |        |                      | 22                   |                      |                      |
|  | RF Yougoslavie       | RF Yougoslavie       | 20                   | 20                   |                         |        |                      |                      |                      |                      |
|  | RF Yougoslavie       | RF Yougoslavie       | 20                   | 20                   | Match pour la 3e place, |        |                      |                      |                      |                      |
|  |                      |                      |                      |                      |                         |        |                      |                      |                      |                      |
|  | 20 juin 1997 à 14h00 |                      |                      |                      |                         |        |                      |                      |                      |                      |
|  | Slovénie             | Slovénie             | 27                   | 27                   |                         |        |                      |                      |                      |                      |
|  | Slovénie             | Slovénie             | 27                   | 27                   |                         |        |                      |                      |                      |                      |
|  | RF Yougoslavie       | RF Yougoslavie       | 19                   | 19                   |                         |        |                      |                      |                      |                      |
|  | RF Yougoslavie       | RF Yougoslavie       | 19                   | 19                   |                         |        |                      |                      |                      |                      |

### Matchs de classement
Il y a peut-être eu des demi-finales de classement.
| Match                  | Date et heure        | Équipe 1 | Score    | Équipe 2 |
| ---------------------- | -------------------- | -------- | -------- | -------- |
| Match pour la 5e place | 19 juin 1997 à 18h00 | Turquie  | 20 – 24, | Espagne  |
| Match pour la 7e place | 19 juin 1997 à 16h00 | Italie   | 18 – 17  | Algérie  |

### Classement final
Le classement final est :
| Rang                                    | Équipe         |
| --------------------------------------- | -------------- |
| Médaille d'or, Jeux méditerranéens      | France         |
| Médaille d'argent, Jeux méditerranéens  | Croatie        |
| Médaille de bronze, Jeux méditerranéens | Slovénie       |
| 4                                       | RF Yougoslavie |
| 5                                       | Espagne        |
| 6                                       | Turquie        |
| 7                                       | Italie         |
| 8                                       | Algérie        |

### Effectifs des équipes sur le podium

#### Équipe de France, médaille d'or
La composition de l'équipe de France est, :
- 01 - Anne Loaëc (GB)
- 02 - Catherine Pibarot
- 03 - Laïsa Lerus
- 05 - Alexandra Castioni
- 06 - Lucile Mariot
- 07 - Nodjialem Myaro
- 08 - Véronique Pecqueux
- 09 - Laëtitia Pierrot
- 10 - Mézuela Servier
- 12 - Irina Popova (GB)
- 13 - Isabelle Wendling
- 14 - Nathalie Selambarom
- 15 - Stéphanie Ludwig
- 16 - Valérie Nicolas (GB)
- 17 - Chantal Maïo

Entraîneuse
- Carole Martin

#### Équipe de Croatie, médaille d'argent
La composition de l'équipe de équipe de Croatie est :
- Irina Maljko
- Klaudija Bubalo
- Marija Čelina
- Samira Hasagić
- Renata Pavličić
- Helena Lulić
- Paula Glavaš
- Nataša Kolega (en)
- Vlatka Mihoci
- Renata Damjanić
- Snježana Petika (de)
- Božica Gregurić
- Vesna Horaček

Entraîneur
- Josip Šojat (en).

#### Équipe de Slovénie, médaille de bronze
La composition de l'équipe de équipe de Slovénie est :
- Matejka Savicki
- Natasa Judita Mezek
- Tanja Polajnar
- Marjetka Marton
- Sergeja Stefanisin
- Darja Skopelja
- Barbara Hudej
- Deja Doler
- Anja Freser
- Simona Sturm
- Irma Kapidzić
- Katja Kurent

Entraîneur